# 吉亚克 (吉伦特省)
吉拉克（法語：Guillac，法語發音：[ɡijak]）是法国吉伦特省的一个市镇，属于利布尔讷区。

## 地理
吉亚克（44°48'4"N, 0°12'48"W）面积3.06 平方千米，位于法国新阿基坦大区吉倫特省，该省份为法国西南部沿海省份，是法國本土面积最大的省，北起滨海夏朗德省，西临大西洋，南至朗德省，东南接洛特-加龍省，东临多爾多涅省。
与吉亚克接壤的市镇（或旧市镇、城区）包括：吕盖尼亚克、代尼亚克、格雷济亚克、诺让和波斯蒂亚克。

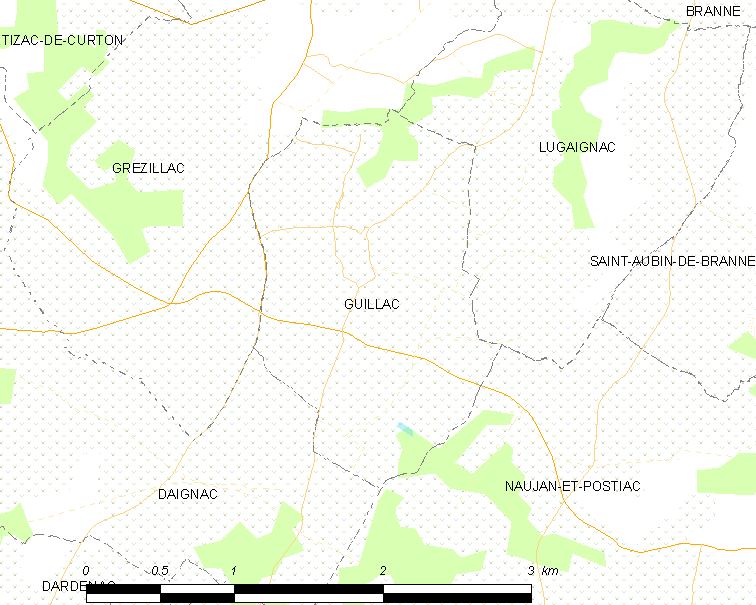
的OSM定位图

吉亚克的时区为UTC+01:00、UTC+02:00（夏令时）。

## 行政
吉亚克的邮政编码为33420，INSEE市镇编码为33196。

## 政治
吉亚克所属的省级选区为多尔多涅山丘县。

## 人口

1962-2008年间人口变化图示

吉亚克于2022年1月1日时的人口数量为173人。